# Organomegalie
Als Organomegalie bezeichnet man die abnorme, häufig krankhafte, Vergrößerung eines oder mehrerer Organe.
Für bestimmte Organe, die abnorm vergrößert sind, gibt es eigenständige Bezeichnungen. Beispielsweise liegt bei einer vergrößerten Leber eine Hepatomegalie, einem vergrößerten Herz eine Kardiomegalie und einer vergrößerten Milz eine Splenomegalie vor. Es handelt sich nicht um ein eigenständiges Krankheitsbild, sondern um eine sekundäre Organveränderung, deren Ursache eine andere Grunderkrankungen ist.
Beim POEMS-Syndrom (Polyneuropathie, Organomegalie, Endokrinopathie, monoklonale Gammopathie, Hautveränderungen) weisen mehrere Organe krankhafte Vergrößerungen auf.
Die Ursache für die abnormen Organvergrößerungen sind häufig Autoimmunerkrankungen oder Stoffwechselerkrankungen wie beispielsweise Morbus Gaucher oder Morbus Fabry.